# Красний Партизан (Чаришський район)
Кра́сний Партиза́н (рос. Красный Партизан) — село (колишнє селище) у складі Чаришського району Алтайського краю, Росія.

## Населення
Населення — 1361 особа (2010; 1500 у 2002).
Національний склад (станом на 2002 рік):
- росіяни — 95 %